# Гуковский, Исидор Эммануилович
Иси́дор Эммануи́лович (Мануилович) Гуко́вский (первоначально Израиль Менделевич Гуковский; 25 мая 1871, Бельцы — 16 августа 1921, Москва) — российский революционер, нефтепромышленник, нарком финансов РСФСР в марте-августе 1918 года.

## Биография
Родился в Бельцах Бессарабской области, в семье купца 3-й гильдии (впоследствии 2-й гильдии) Менделя Нахман-Гершевича (Эммануила Григорьевича) Гуковского (1825 — 29 октября 1893, Одесса) и его жены Гинендл Фроимовны. Дед, Нахман-Герш Срулевич Гуковский (1793—1869), был в 1855 году приписан к купцам 3-й гильдии в Бельцах.
Был аптекарским помощником, с 1894 года провизором в Кишинёве. Приняв православие, поселился в Тамбове, затем занял должность помощника заведующего Статистическим бюро Петербургской губернской земской управы.
Революционную деятельность начал в 1898 году участием в социал-демократическом кружке «Группа рабочих революционеров», издававшем «Рабочее знамя», и руководством колпинским кружком рабочих. В 1899 году за участие в забастовке ижорских рабочих и принадлежность к социал-демократической партии был заключён в крепость, 23 февраля 1900 года сослан на 5 лет под гласный надзор полиции в Енисейскую губернию. Будучи в Красноярске, осенью 1901 года составил программное заявление «От сибирского социал-демократического союза»; в ноябре того же года вошёл в Красноярский комитет РСДРП.
Из ссылки вернулся в 1904 году и поселился в Баку, где работал бухгалтером в Бакинской городской управе, участвовал в деятельности местной социал-демократической организации под именем Фёдора Измайловича. Входил в состав ревизионной комиссии нефтепромышленной фирмы «А. С. Меликов и К». 17 октября 1905 года принял участие в совещании по поводу основания газеты «Новая жизнь» в Петербурге. В 1906 году состоял секретарём редакции газеты «Новая жизнь», после закрытия газеты был арестован, затем уехал сначала в Одессу, потом за границу. По возвращении в Петербург в 1907 году — вновь арестован, в 1908 году оправдан и вновь поселился в Баку.
От революционной деятельности после возвращения в Баку отошёл, но продолжал поддерживать фонд помощи арестованным и ссыльным. В 1910 году получил разрешение поселиться в Москве, с 1912 года жил в Петербурге, где возглавлял контору Петербургского нефтепромышленного общества, а в 1914 году основал фирму «И. Э. Гуковский» с уставным капиталом в 300 тысяч рублей и к 1917 году состоял директором Бакинско-Астраханского нефтепромышленного и транспортного акционерного общества.
После Февральской революции 1917 года был назначен казначеем ПК РСДРП(б). После Октябрьской революции работал заместителем наркома финансов, 2 марта 1918 года возглавил Нефтяной комиссариат, а 21 марта 1918 года одновременно назначен наркомом финансов РСФСР (до 16 августа 1918 года). В апреле 1918 года предложил комплекс мер, близкий к тому, что впоследствии получил название «новая экономическая политика», под его влиянием Ленин радикально изменил содержание первоначального варианта статьи «Очередные задачи Советской власти».
Член ВЦИК (1918—1919), член коллегии Наркомата госконтроля (с 1920 года РКИ РСФСР, 1919—1921).
С 1920 года — полпред и торгпред РСФСР в Эстонии. Деятельность Гуковского в Ревеле в этот период описана Г. А. Соломоном-Исецким в его книге «Среди красных вождей». В частности он писал:

…Кроме того, Гуковский тут же лично производил размен валюты. Делалось это очень просто. Ящики его письменного стола были наполнены сваленными в беспорядочные кучи денежными знаками всевозможных валют: кроны, фунты, доллары, марки, царские рубли, советские деньги… Он обменивал одну валюту на другую по какому-то произвольному курсу. Никаких записей он не вёл и сам не имел ни малейшего представления о величине своего разменного фонда. И эта «деловая» жизнь вертелась колесом до самого вечера, когда все — и сотрудники, и поставщики, и сам Гуковский — начинали развлекаться. Вся эта компания кочевала по ресторанам, кафе-шантанам, сбиваясь в тесные, интимные группы… Начинался кутёж, шло пьянство, появлялись женщины… Кутёж переходил в оргию… Конечно, особенное веселье шло в тех заведениях, где выступала возлюбленная Гуковского… Ей подносились и Гуковским, и поставщиками, и сотрудниками цветы, подарки… Шло угощение, шампанское лилось рекой… Таяли народные деньги.
О взяточничестве в представительстве Гуковского также упоминал М. Я. Ларсонс в своих мемуарах «В советском лабиринте» (1932).
Осенью 1920 года член коллегии Наркомата рабоче-крестьянской инспекции А. Я. Якубов провёл ревизию ревельского полпредства и 12 октября 1920 года докладывал своему наркому Сталину:

Произвёл ревизию кассы Гуковского. Такого беспорядка в хранении я ещё не видел. Более 15 миллионов всякой валюты, в том числе и золотой, держит Гуковский в ящиках письменного стола, в комоде, в шляпной коробке и проч. При чём ящики стола не замыкаются. Все эти деньги свалены в кучу и в беспорядке. И, по-видимому, никогда они не подвергались поверке. Кроме того, имеет довольно большое количество бриллиантов, которые также хранятся в столе. Сколько бриллиантов он реализовал и какое количество их получил из Москвы, нигде не зафиксировано, и приходится ему верить наслово.

7 мая 1921 года Политбюро ЦК РКП(б) приняло решение передать дело Гуковского в Верховный трибунал, но организовать суд так, чтобы детали разбирательства не стали достоянием некоммунистической публики. Однако до суда Гуковский умер 16 августа 1921 года в Москве от воспаления лёгких. Похоронен на Ваганьковском кладбище.

## Семья
- Жена — Агапия Михайловна Гуковская (1877—1943).
  - Дочь — Нина Исидоровна Мельникова-Гуковская (1901—1992), учительница русского языка и литературы, сотрудник Наркомпроса, в 1937 году — секретарь парткома завода твёрдых сплавов; жена разведчика и дипломата Б. Н. Мельникова.
  - Дочь — Наталья Исидоровна Гуковская (1914—1977), криминалист, заслуженный юрист РСФСР (1968); невестка М. И. Калинина (жена его сына Александра, 1908—1988).
- Братья — участники революционного движения Иосиф Эммануилович Гуковский (1867—?, участник социал-демократических кружков в Петербурге, Кишинёве и Цюрихе); Исай Эммануилович Гуковский (провизор, возглавлял кишинёвский революционный кружок А. А. Машицкого после высылки последнего); Григорий Эммануилович Гуковский (1869—?, участник революционных кружков в Бельцах и Цюрихе); Михаил Эммануилович Гуковский (1878—1902, юрист, автор книги «Новые веяния и настроения» (Одесса: тип. В. Сапожникова, 1903. — 314 с.), брошюр на экономические темы)[10][11][12][13][14]. Двоюродный брат — эсер и публицист Александр Исаевич Гуковский.
- Племянники — Алексей Исаевич Гуковский (1895—1969), советский историк; Емельян Исаевич Гуковский (1901—1963), советский военачальник, генерал-майор (1943).

## Память
- Гуковский переулок (Сочи)